# Кугличаста муња
Кугличаста муња или Лоптаста муња је мало позната појава атмосферског електрицитета, о којој се извештава као светлећем кугластом објекту који може бити од величине грашка до неколико метара у пречнику. Повезује се са грмљавинском олујом, али траје дуже од бљеска муње. Многи стари извештаји говоре да кугличаста муња може да експлодира, понекад са тешким последицама, остављајући након нестанка мирис сумпора. У неким извештајима се говори да се знала појавити и без присуства грмљавинских облака. 
Лоптаста (или кугласта) муња је доста редак облик муње. Појављује се, по правилу, након вишеструких електричних пражњења праћених обичним муњама и јаким пљусковима кише. Има изглед ватрене лопте и различитих је боја. Светлост јој није превише јака, приближно је једнака светлости мат електричне лампе од 100 W укључене при дневном осветљењу. Боја јој може бити од бледоцрвене или наранџасте до беле, а често је и плава. Понекад искри и врти се. У ваздуху се креће као да плива. Брзина јој је незнатна, најчешће око 2 м/с, креће се скоро бешумно, а може да буде чак и непокретна неколико секунди. Може продрети унутар зграде кроз пукотине, димњак, цеви, а понекад експлодира са заглушујућим треском. Често се креће вијугаво под утицајем ваздушних струјања. Може да прође кроз веома уске отворе јер лако може да мења облик. Обично је пречника од 3-30 цм, ретко и до 40 цм. Поред лоптастог може да има и облик крушке. У њеној близини чује се звиждање, фијукање и шуштање, па јој се због тога, понекад придају натприродна својства. Ишчезава без трага, као да се растопила у околном ваздуху, или експлодира.
Стварање лоптасте муње је још увек мало изучен физичко-хемијски процес у ваздуху који је праћен електричним пражњењем. Постоји неколико хипотеза о њеној природи. Према најновијим гледиштима, она представља угрушак плазме, тј. јонизованог гаса, који се састоји од смесе јона гасова ваздуха и молекула воде.
Лоптаста муња може, у ређим случајевима, да се јави у облаку и изнад облака и тада може достићи пречник од неколико метара. Када је у облаку може да се креће и мења свој сјај. Ова појава се често у медијима представља као појава НЛО и сл. Веома су ретке довољно оштре и убедљиве фотографије лоптасте муње, па је ова појава понекад тумачена као оптичка варка. 
Лоптаста муња је дуготрајно електрично пражњење у ваздуху које се дешава у току, или непосредно по престанку олуја праћених грмљавином. Неки стручњаци тврде да се свака појава лоптасте муње дешава непосредно пре или после удара „обичне“ муње. Међутим, бар је исти број оних који тврде сасвим супротно – да су те две појаве потпуно неповезане.
Термин лоптаста наговештава да је облик ових електричних појава сферичан, и то је тачно у око 90% случајева, док су у преосталих 10% разни облици, од елипсоида и крушкастих творевина па све до врло издужених форми налик на штапове. Ови се, обично, нестају у веома бурним експлозијама и том приликом су у стању су да учине пуно штете. Димензије лоптастих муња знатно варирају. „Обичне“ лопте најчешће имају пречник од 20 цм, мада могу варирати од 5 до 150 цм. У ређим случајевима могу да буду минијатурне и гигантске.
Минијатурне су понекад мање од 2цм  и понекад се за време грмљавине појаве на испруженом прсту или се појаве на поду, па „скоче“ на неки шиљаст предмет. Гигантске лопте могу да досегну величине и преко пет метара. Они су обично мање разорни. По свему судећи, минијатурне и гигантске лоптасте муње разликују се од „обичних“ не само по димензији, већ и по још неким битним особинама, као на пример по густини енергије.
Време “живота” лоптастих муња је релативно кратко, обично је око пет секунди, мада су забележени случајеви када је појава преживела и пет минута. Но, и ово наизглед кратко време бар је десет пута дуже но што предвиђају постојећи теоријски модели. 
Лоптасте муње се током постојања могу кретати доста брзо (најчешће два метра у секунди), али могу и лебдети у месту. Кретање је обично веома променљиво. Лопте настале на облацима крећу се право ка земљи, а наниже се крећу и лопте настале у близини тла. 
Посебно се чудно лоптасте муње понашају према људском роду. У стању су да врло упорно прогоне људе, па су чак бивале оптужене и да поседују интелигенцију. Ове несташне лопте могу бити и у разним бојама. Готово је подједнака вероватноћа да ће бити беле, наранџасте, црвене или плаве. 
Нестанак лоптасте муње је понекад неприметан, али је најчешће праћен експлозијом после које остаје плавичаста измаглица оштрог мириса сличног мирису озона или сумпора. Последице експлозије могу бити различите. Најчешће су то изгорели делови одеће и лишћа, ољуштена кора са дрвећа, губитак боје код растиња, истопљен асфалт, покварени кућни апарати, телефони и радио-станице.
Међу најзанимљивије особине лоптасте муње спада и то да она може проћи кроз прозорска стакла или пукотине на зиду и да може опстати или чак и настати у затвореним просторијама. Чести извештаји да се лоптаста муња појављује у унутрашњости авиона посебно су збуњивали научнике. Разлог је следећи: електрична поља не могу продрети у унутрашњост металних посуда (ефекат Фарадејевог кавеза).
Изучавањем лоптастих муња бавио се и познати руски физичар нобеловац Пјотр Капица. Он је један од најзаслужнијих што је овај проблем са маргина „озбиљне науке“ пребачен у саму жижу научног интересовања. До сада, ниједна постојећа теорија није у стању да потпуно објасни све особине лоптастих муња. Већина научника се слаже да су главни кривац снажна електрична поља, али веома је много врста поља (од једносмерних до високофреквентних, која је предложио Капица, и која би се евентуално могла ушетати рецимо у – авион) и начин на који се у њима ствара облак јонизованог, светлећег гаса.
Неки лабораторијски експерименти су добили сличне појаве кугличастој муњи, али до данас се још не зна да ли су повезане са природним појавама. Научних података о тим појавама у природи је веома мало због непредвидљивости и реткости. Све донедавно се сматрало да су кугличасте муње ствар маште и преваре.